# Odontoschisma navicularis
Odontoschisma navicularis là một loài rêu tản trong họ Cephaloziaceae. Loài này được (Stephani) Grolle miêu tả khoa học lần đầu tiên năm 1984.